# Stéphanie Dubois
Stéphanie Dubois (Laval, Quebec, 31 d'octubre de 1986) és una tennista canadenca retirada.
Va desenvolupar la major part de la seva trajectòria en el circuit ITF, on va aconseguir deu títols individuals i vuit en dobles femenins. Va arribar a ocupar el 87è lloc del rànquing individual femení mundial, i el 102è lloc del rànquing de dobles femenins.
Va ser destacada com la millor tennista canadenca els anys 2005 i 2007.

## Biografia
Filla de Johanne i Jacques Dubois, té dos germans anomenats Steve i Véronique. Va començar a jugar a tennis amb cinc anys.
Es va casar amb el britànic Oliver Sheath el juliol de 2015 a Laurentides, i van tenir dues filles anomenades Alicia (2017) i Annabelle. Es van traslladar a Kent, on Dubois exerceix com a analista de tennis per la WTA i ha estudiat per ser entrenadora de tennis.

## Palmarès

### Dobles femenins: 1 (0−1)
| Llegenda                     |
| ---------------------------- |
| Grand Slam (0−0)             |
| WTA Tour Championships (0−0) |
| Tier I (0−0)                 |
| Tier II (0−0)                |
| Tier III (0−1)               |
| Tier IV (0−0)                |
| Tier V (0−0)                 |

| Títols per superfície |
| --------------------- |
| Dura (0−0)            |
| Gespa (0−0)           |
| Terra batuda (0−0)    |
| Moqueta (0−1)         |

| Resultat  | Núm. | Data                  | Torneig        | Superfície  | Parella         | Oponents                           | Marcador    |
| --------- | ---- | --------------------- | -------------- | ----------- | --------------- | ---------------------------------- | ----------- |
| Finalista | 1.   | 4 de novembre de 2007 | Quebec, Canadà | Moqueta (i) | Renata Voráčová | Christina Fusano Raquel Kops-Jones | 2−6, 6−7(6) |

## Trajectòria

### Individual
| Open d'Austràlia | Q1  | A   | Q1  | 1R  | 1R  | 1R  | Q3 | 2R  | Q3  | Q3  | 0 / 4 | 1 – 4 |
| Roland Garros | Q1  | Q1  | Q2  | 1R  | Q2  | 1R  | Q3 | 1R  | Q2  | A   | 0 / 3 | 0 – 3 |
| Wimbledon | Q1  | Q1  | Q1  | 1R  | 1R  | 1R  | 2R | 1R  | Q1  | A   | 0 / 5 | 1 – 5 |
| US Open | Q2  | 1R  | Q3  | Q2  | 2R  | Q3  | Q3 | Q2  | Q2  | A   | 0 / 2 | 1 – 2 |
| Rànquing a final d'any | 121 | 134 | 101 | 122 | 108 | 149 | 98 | 135 | 200 | 363 |       |       |
| Llegenda: G: Guanyadora; F: Finalista; SF: Semifinalista; QF: Quarts de final; Q: Qualificació; A: Absent; RR: Round Robin; |     |     |     |     |     |     |    |     |     |     |       |       |